# مسجد خانم (منطقة المفتي)
مسجد خانم الذي يقع في قضاء حلبجة بمنطقة المفتي في محافظة السليمانية، ويعتبر من مساجد العراق التراثية القديمة، وتم بناؤه من قبل (خانم خاتون) زوجة (عثمان باشا) حاكم المنطقة في عام 1321هـ/1903م، وتم تجديده عام 1423هـ/2002م، وعلى نفقة المحسن (جلال حاجي علي)، وتم إعادة بناؤه وتعميره حالياً وفق طراز هندسي ومعماري حديث، وفيه مصلى واسع يتسع لأكثر من 500 مصل، وتم تبليط أرضيته بالكاشي الموزائيك، وتعلو مبنى المسجد منارة مئذنة حديثة مخروطية الشكل ذات حوض واحد.
ومن الأئمة الأعلام الذين تعاقبوا على منصب الإمامة والخطابة فيه:
- الشيخ رسول.
- الشيخ محمد.
- الشيخ ملا أحمد خانم.